# Parafia Matki Bożej Królowej Świata w Kamieńcu
Parafia Matki Bożej Królowej Świata w Kamieńcu – parafia rzymskokatolicka w diecezji elbląskiej. Erygowana w 1957 roku przez biskupa warmińskiego Tomasza Wilczyńskiego.
Na obszarze parafii leżą miejscowości: Kamieniec, Bornice, Lubnowy Wielkie, Lubnowy Małe, Dąbrówka, Dolina, Rudniki. Tereny te leżą w gminie Susz w powiecie iławskim w województwie warmińsko-mazurskim.
Kościół parafialny w Kamieńcu został wybudowany dla protestantów w 1706 roku, poświęcony i przekazany katolikom w 1945 roku.